# Dime lo que quieres (película de 1980)
La película Dime lo que quieres (título original, Just Tell Me What You Want) es una película de comedia estadounidense dirigida por Sidney Lumet y estrenada en 1980. Está protagonizada por Ali MacGraw, Peter Weller y Alan King y el guion es de Jay Presson Allen, autor de la novela homónima.

## Trama
Max Herschel, el jefe casado, rico, vulgar, egoísta y de mediana edad de un imperio corporativo, está satisfecho con la relación un tanto casual de amor/odio que comparte con su amante y protegida, la productora de televisión "Bones" Burton, tal como es., pero ella quiere un compromiso más serio.
La joven intenta liberarse de la aventura, o tal vez obligar a su amante a dar el siguiente paso más permanente, saliendo con un hombre más joven, el dramaturgo de fuera de Broadway Steven Routledge. Max, sin embargo, no es un hombre que acepte la derrota en ninguno de sus esfuerzos, y toma represalias con venganza.

## Reparto
- Judy Kaye : bebé
- Alan King : Max Herschel
- Myrna Loy : Stella Liberti
- Ali MacGraw : Bones Burton
- Joseph Maher : el Dr. Coleson
- Dina Merrill : Connie Herschel
- Tony Roberts : Mike Berger
- Peter Weller : Steven Routledge
- Keenan Wynn : Seymour Berger

## Anécdotas
La película presenta la última actuación cinematográfica de Myrna Loy, quien interpreta a la secretaria personal de Herschel.